# Új honfoglalás
Az Új honfoglalás (németül: Orbáns Ungarn [Orbán Magyarországa]) Orbán Viktorról szóló könyv – politikai életrajz –, amelynek írója Paul Lendvai. Ez a könyv Paul Lendvai 17. kötete. A könyv eredetileg Ausztriában jelent meg Orbáns Ungarn címmel a Kremayr & Scheriau kiadó gondozásában. Magyarországon a Noran Libro és a Kossuth könyvkiadóknál jelent meg Nádori Lídia fordításában.

## Magyar kiadásai
- Új honfoglalás; ford. Nádori Lídia; Noran Libro, Bp., 2016